# Kampeksercits
Kampeksercits er den form for eksercits, man bruger i felten, når der skal ske noget alle skal være med til. F.eks. det man kalder småstyrkers kamp, som bl.a. indebærer:
- Delt stillingsskifte
- Samlet ildoverfald
- Bokse sig frem/tilbage i makkerpar/gruppevis/delingsvis

| Militær | Spire Denne artikel om militær er en spire som bør udbygges. Du er velkommen til at hjælpe Wikipedia ved at udvide den. |